# 르네 블리아르
르네 블리아르(프랑스어: René Bliard; 1932년 10월 18일, 샹파뉴-아르덴 지방 디지 ~ 2009년 9월 27일, 일-드-프랑스 지방 몽트뢰유)는 프랑스의 전 프로 축구 스트라이커로 1950년대 스타드 랭스의 전성기에 활약했다. 그는 1952년 하계 올림픽에 프랑스 선수단 일원으로 참가하기도 했지만, 한 경기도 출전하지 못했다.

## 수상
- 디비시옹 1: 1954–55, 1957–58
- 쿠프 드 프랑스: 1957–58
- 유러피언컵 준우승: 1955–56, 1958–59